# Nautichthys pribilovius
Nautichthys pribilovius is een straalvinnige vissensoort uit de familie van donderpadden (Hemitripteridae). De wetenschappelijke naam van de soort is voor het eerst geldig gepubliceerd in 1898 door Jordan & Gilbert.